# Шварц бира
Шварц бира или Черна бира (на немски: Schwarzbier) е регионална тъмна бира от Южна Тюрингия и Северна Франкония (Германия), от типа Тъмен лагер (Dark Lager). Освен в Германия, шварц бира се произвежда и от пивоварни в Австрия, Чехия, САЩ и Шотландия.

## История
Корените на шварц бирата са в Тюрингия, Саксония и Бранденбург. Най-старата известна черна бира е „Braunschweiger Mumme“, произвеждана още през Средните векове в района на Брауншвайг. Най-ранните документирани сведения са за произвежданата в Тюрингия черна бира „Köstritzer“ от 1543 г., която се прави и до днес.
В Източна Германия има много уникални разновидности на този вид бира, които се произвеждат от регионални пивоварни. Като цяло производството на шварц бира в Германия нараства, като за периода 1989 – 2011 г. увеличението е от 12 000 до около 380 000 хектолитра годишно. Черната бира в Германия има пазарен дял от 1,6 процента.

## Характеристика
Шварц бирата е вариант на мюнхенското тъмно пиво (Münchner Dunkel). В сравнение с него обаче е доста по-тъмна, по-суха на вкус и със забележима острота на печен малц.
В основата на шварц бирата са немски тъмни мюнхенски и пилзнер малцове, с добавка на неголямо количество печени малцове (като Carafa) за получаване на тъмен цвята и фин препечен вкус. Използват се немски благородни сортове хмел и чисти немски лагерни дрожди.
Цветът на бирата варира от средно до много тъмнокафяв, почти черен, често с рубинени и гранатови проблясъци, но почти никога не е абсолютно черен. Течността е прозрачна. Богат и сложен вкус на малц, благороден хмел, кафе и шоколад. Малцов аромат с нотки на горчив шоколад.
Алкохолно съдържание: 4,4 – 5,4 %.

## Търговски марки Шварц бира
Типични търговски марки са: Kostritzer Schwarzbier, Kulmbacher Monchshof Premium Schwarzbier, Einbecker Schwarzbier, Weeping Radish Black Radish Dark Lager, Sprecher Black Bavarian, Sapporo Black Beer, Goose Island Schwarzbier, Einbecker Schwarzbier, Calumet Total Eclipse.